# Guérison d'un paralytique

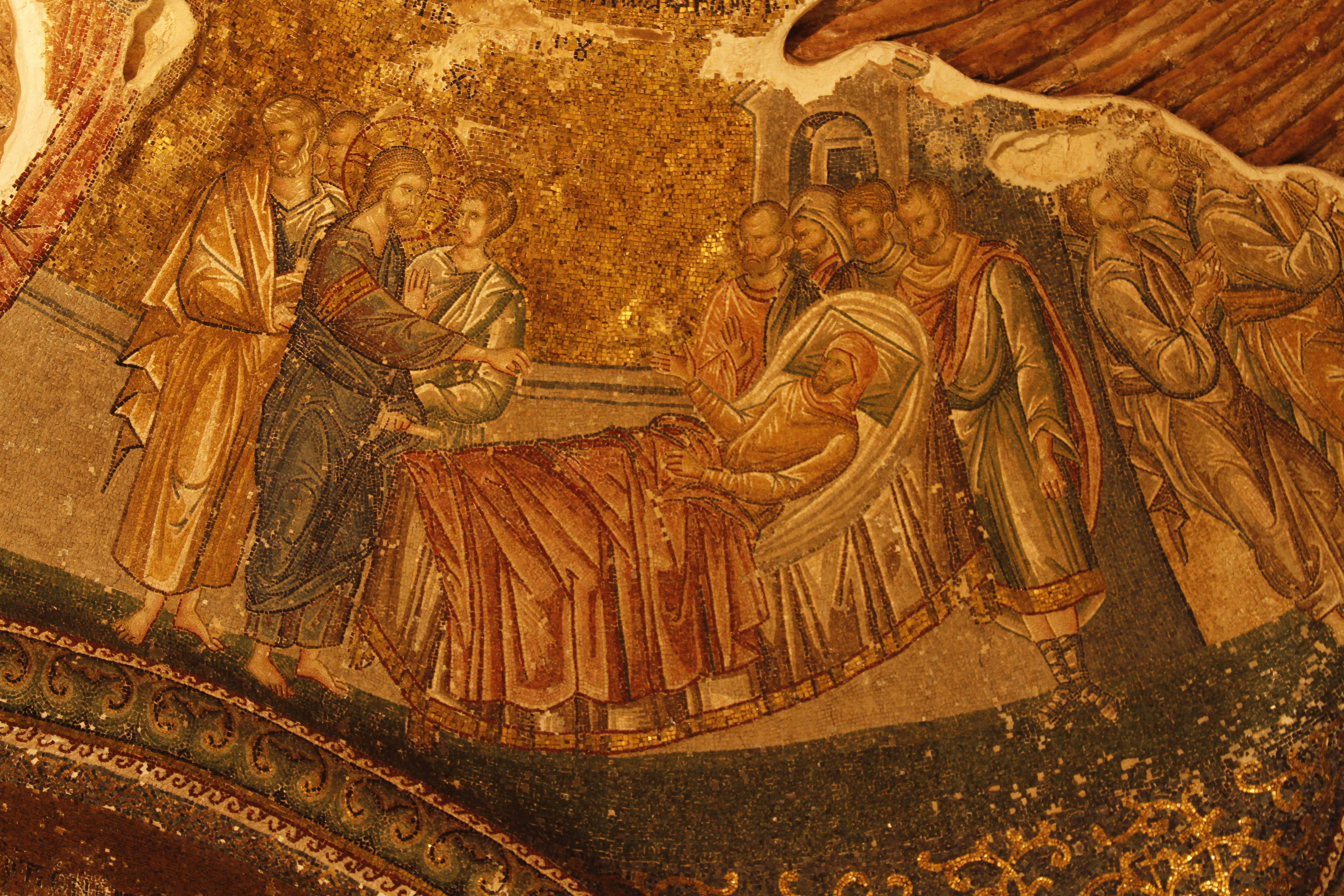
Jésus guérissant un paralytique à Capharnaüm.
Mosaïque de l'église Saint-Sauveur-in-Chora, à Istanbul.

La guérison d'un paralytique est un des miracles de Jésus-Christ rapporté par les évangiles synoptiques. Elle témoigne du soin que le Christ apporte au corps autant qu'à l'âme des pécheurs.

## Texte
Évangile selon Marc, chapitre 2, versets 1 à 12 :

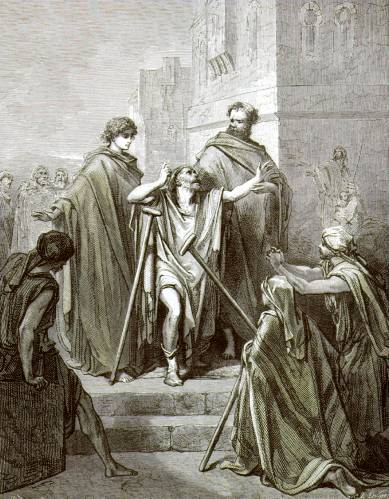
Guérison d'un paralytique, scène du Nouveau Testament, gravure de Gustave Doré.

« Quelques jours après, Jésus revint à Capernaüm. On apprit qu'il était à la maison, et il s'assembla un si grand nombre de personnes que l'espace devant la porte ne pouvait plus les contenir. Il leur annonçait la parole. Des gens vinrent à lui, amenant un paralytique porté par quatre hommes. Comme ils ne pouvaient l'aborder, à cause de la foule, ils découvrirent le toit de la maison où il était, et ils descendirent par cette ouverture le lit sur lequel le paralytique était couché. Jésus, voyant leur foi, dit au paralytique: Mon enfant, tes péchés sont pardonnés. Il y avait là quelques scribes, qui étaient assis, et qui se disaient au dedans d'eux: Comment cet homme parle-t-il ainsi? Il blasphème. Qui peut pardonner les péchés, si ce n'est Dieu seul? Jésus, ayant aussitôt connu par son esprit ce qu'ils pensaient au dedans d'eux, leur dit: Pourquoi avez-vous de telles pensées dans vos cœurs? Lequel est le plus aisé, de dire au paralytique: Tes péchés sont pardonnés, ou de dire: Lève-toi, prends ton lit, et marche? Or, afin que vous sachiez que le Fils de l'homme a sur la terre le pouvoir de pardonner les péchés: Je te l'ordonne, dit-il au paralytique, lève-toi, prends ton lit, et va dans ta maison. Et, à l'instant, il se leva, prit son lit, et sortit en présence de tout le monde, de sorte qu'ils étaient tous dans l'étonnement et glorifiaient Dieu, disant: Nous n'avons jamais rien vu de pareil. »

— la Bible Louis Segond.

## Interprétation
D'après Irénée de Lyon, Jésus montre sa divinité par ce miracle : « Mais, parce que c'est de la part du vrai Dieu que le Fils unique était venu pour le salut des hommes, il invitait les incrédules, par les miracles qu'il faisait, à rendre gloire à son Père, et, aux Pharisiens qui n'accueillaient pas la venue du Fils de Dieu et qui, pour cette raison, ne croyaient pas à la rémission des péchés accomplie par lui, il disait : « Pour que vous sachiez que le Fils de l'homme a, sur la terre, le pouvoir de remettre les péchés...», et, après avoir ainsi parlé, il ordonnait au paralytique de prendre le grabat sur lequel il gisait et de s'en retourner à sa maison. Par l'accomplissement de ce miracle, il confondait les incrédules et faisait comprendre qu'il était lui-même la Voix de Dieu par laquelle, sur la terre, l'homme avait reçu les commandements : c'est pour les avoir transgressés qu'il était devenu pécheur, et la paralysie avait été la conséquence des péchés. Ainsi, en remettant les péchés, le Seigneur n'a pas seulement guéri l'homme, il a aussi révélé clairement qui il était. En effet, si personne ne peut remettre les péchés, sinon Dieu seul, et si le Seigneur les remettait et guérissait l'homme, il est clair qu'il était le Verbe de Dieu devenu Fils de l'homme, ayant reçu du Père le pouvoir de remettre les péchés parce qu'il était homme et parce qu'il était Dieu, afin que, comme homme, il souffrît avec nous, et que, comme Dieu, il eût pitié de nous et nous remît les dettes dont nous étions débiteurs à l'égard de Dieu notre Créateur. »
Jean Chrysostome cite la Bible qui dit que Jésus est venu en ce monde pour sauver les pécheurs. Comme il est venu ouvrir les yeux des aveugles afin qu'ils croient, il donne des jambes aux infirmes pour qu'ils puissent accéder au Ciel.